# بين لويس
بين لويس (بالإنجليزية: Ben Lewis)‏ (22 يونيو 1977 بتشيلمسفورد في المملكة المتحدة - ) هو لاعب كرة قدم بريطاني في مركز الدفاع. لعب مع كولتشستر يونايتد ونادي ساوثيند يونايتد ونادي مارغيت وهيبريدج سويفتس وميدستون يونايتد وسانت ألبانز سيتي وCroydon Athletic F.C. ‏ وغرايز أتلاتيك ‏ وويلينج يونايتد.

## وصلات خارجية
- بين لويس على موقع قاعدة بيانات كرة القدم.إي يو (الإنجليزية)
- بين لويس على موقع Soccerbase.com (لاعب) (الإنجليزية)